# Juan José Nieto Gil
Juan José Nieto Gil (Loma do Morto, Sibarco, Baranoa, província de Cartagena, Vice-Reino da Nova Granada, 24 de junho de 1805 – Cartagena de Índias, Estados Unidos da Colômbia, 16 de julho de 1866) foi um político, escritor, militar e estadista colombiano, que serviu como presidente da Confederação Granadina em 1861.

## Biografia
Juan José Nieto Gil nasceu em 24 de junho de 1805 em Sibarco, corregimento de Baranoa, então parte do vice-reino de Nova Granada. Era filho de Tomás Nieto e Benicia Gil. A família trabalhava no ramo da fabricação de estopins de algodão para velas.

Em sua juventude, mais atraído pelos livros que pela devoção religiosa, fez parte da curia como sacristão. Foi quando conheceu o «Catecismo de Astete», bem como a «Instrução popular» de Juan Fernández de Sotomayor.
Iniciou-se profissionalmente trabalhando como escrevente no armazém do comerciante canário José Palacio y Ponce de León, que impressionado pelo intelecto de Nieto, facilitou-lhe o acesso a livros que contribuíram à formação autodidata do jovem. Nieto casou-se com María Margarita del Carmen, filha de Ponce de Léon e María Teresa Leguina. Sendo Juan José Nieto mulato, o casamento com a filha de um comerciante espanhol, indicava uma possível ascensão social na época. Antes dos trinta anos, Nieto já tinha servido em cargos públicos de relativa importância.(
María Margarita del Carmen, primeira esposa de Nieto, morreu relativamente jovem. Após ficar viúvo, Nieto casou-se novamente no dia 21 de abril de 1834 com María Teresa Plácida de Dores Cavero. O casal estabeleceu-se em sua residência na rua da Inquisición, a três quadras do Palácio de Governo, em Cartagena.

### Carreira Política
Foi amigo do general Francisco de Paula Santander e trocou com ele vultuosa correspondência. Em algumas de suas cartas é possível rastrear sua adesão ao modelo federalista. Esta proximidade levou a sua nomeação em 2 de setembro de 1833 como Guardalmacén da Praça de Cartagena, seu primeiro cargo público.
Em 1839, ingressou na maçonaria. Os contatos que fez no interior da organização foram de suma importância para o resto de sua carreira política.
Nieto fez parte do Partido Progressista (predecessor do Partido Liberal), como partidário de Santander. Em uma carta a ele, Nieto explicou que se considerava «federalista por opinião formada e não por caprichos do coração, porque ele aspirava a uma forma de governo que lhe abrisse espaços e possibilidades eficazes ao desenvolvimento de nossa província». A pedido do antigo vice-presidente de Colômbia Gustavo Bell, Nieto «fez a defesa do sistema federal e da Costa como região, mas nunca com um ânimo separatista da região andina. Desde 1835, recém formada a república, Nieto já tinha uma visão ampla do país».

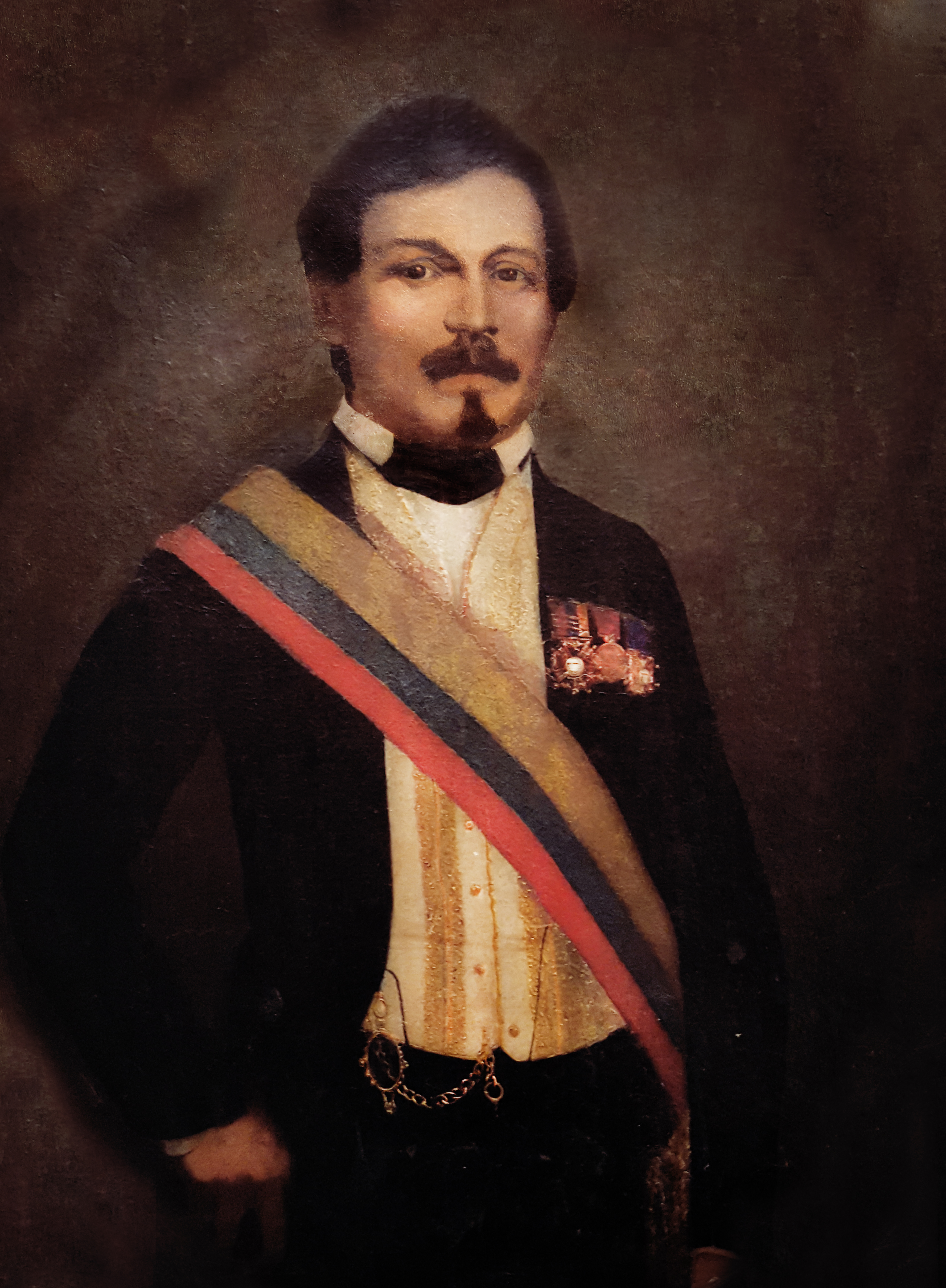
Pintura a óleo do presidente Nieto

Participou, em 1840, da Guerra dos Supremos ao lado do general Francisco Javier Carmona. O conflito teve sua raiz na lei que ordenou o fechamento dos conventos com menos de 8 religiosos e transformou-os em escolas públicas. Apesar das origens religiosas da revolta no sul do país, Nieto, como muitos outros líderes da região Caribe, se juntou ao bando rebelde não por motivação religiosa senão a fim de defender a posição do federalismo.
Foi preso primeiramente no Castelo de San Luis de Bocachica e posteriormente no Forte de San Lorenzo, no Panamá. Inicialmente foi condenado a morte por fuzilamento, mas Mosquera comutou a pena. Graças à intervenção de sua amante, a mulata Susana Llamas, e de seus irmãos da maçonaria, sua detenção chegou ao fim. Foi exilado na Jamaica junto com outros rebeldes. Em Kingston, Nieto continou envolvendo-se na maçonaria. Funda, em 1844, uma nova Logia, chamada La Concordia, e atingi o grau 32 (Sublime Valente Príncipe do Segredo Real) e em 1850 é considerado como Soberano Grande Comendador do Conselho Neogranadino, no grau 33.
O Congresso da República aprovou em 1847 uma lei de anistia, graças a qual Juan José Nieto pôde regressar a Cartagena, onde fundou o semanário A Democracia.
Como governador decretou o exílio do Bispo de Cartagena Pedro Antonio Torres, por sua desobediência à lei sobre a eleição popular de párocos. Ordenou igualmente o fechamento de vários conventos, como o de Santa Teresa. Sob seu mandato inaugurou-se em Cartagena a primeira escola primária oficial de meninas. Nieto também promoveu a reconstrução do Canal do Dique, que se encontrava seriamente deteriorado.
Foi forte partidário da Constituição neogranadina de 1853 à qual descreveu como «a mais liberal conhecida na América do sul (…) o Governo do povo, pelo povo e para o povo tem chegado (…) Será a República de todos». A constituição estendeu o direito ao sufrágio a todos os cidadãos, impôs o voto popular direto e a federalização municipal, ao mesmo tempo em que se introduziu a eleição popular dos governadores.

## Obra literária
Em 1839, Nieto escreveu Geografía histórica, estadística y local de la provincia de Cartagena. Segundo Orlando Fals Borda, o pai da disciplina sociologia na Colômbia, esta é «a primeira geografia regional da Colômbia», citada, ademais, pelo colombianista estadunidense Raymond L. Williams em seu livro The Colombian Novel, 1844-1987.
Os Moriscos, baseada na expulsão dos árabes de Espanha, foi a segunda obra de Nieto. Ela foi escrita durante seu exílio e impressa em 1845. Pouco tempo depois foi anistiado e pôde regressar a Cartagena. De regresso ao país, fundou o semanário La Democracia, onde foi publicada sua terça e última novela Rosina o la prisión de Chagres, um folhetim inspirado em sua estadia no Panamá.20.	

## Obra
- Derechos y deberes del hombre en sociedad (1834)
- Geografía histórica, estadística y local de la provincia de Cartagena (1839)
- Diccionario mercantil (1841)
- Ingermina o la hija de Calamar (1844)
- Los moriscos (1845)
- Rosina o la prisión del castillo de Chagres (1850-1852)

### Artigos de Jornal
- Guerra, Gustavo Tatis (18 de agosto de 2018). «Juan José Nieto: la fascinante historia del único presidente negro de Colombia». El Universal (em espanhol). Consultado em 20 de julho de 2020. Cópia arquivada em 19 de agosto de 2018

- Montaño, John (20 de setembro de 2016). «La historia del único presidente negro que ha tenido Colombia». El Tiempo (em espanhol). Bogotá. Consultado em 22 de dezembro de 2019. Cópia arquivada em 22 de dezembro de 2019

- Posada, Ignacio Arizmendi (14 de agosto de 2018). «Sobre el general Juan José Nieto y su "Presidencia"». El Espectador (em espanhol). Consultado em 19 de agosto de 2018. Cópia arquivada em 19 de julho de 2020

### Livros
- Acosta Medina, Amylkar David (2017). Dos figuras cimeras de la afrocolombianidad: Juan José Nieto Gil, 1805-1866 y Luis Antonio Robles Suárez, 1849-1899. Bogotá: Amylkar David Acosta Medina. 102 páginas. ISBN 9584824899

- Espinosa, Germán (2002). «Ingermina: Avanzada en Hispanoamérica». Ensayos completos, 1989–2002. Medellín: Fondo Editorial Universidad EAFIT